# Seksomnia

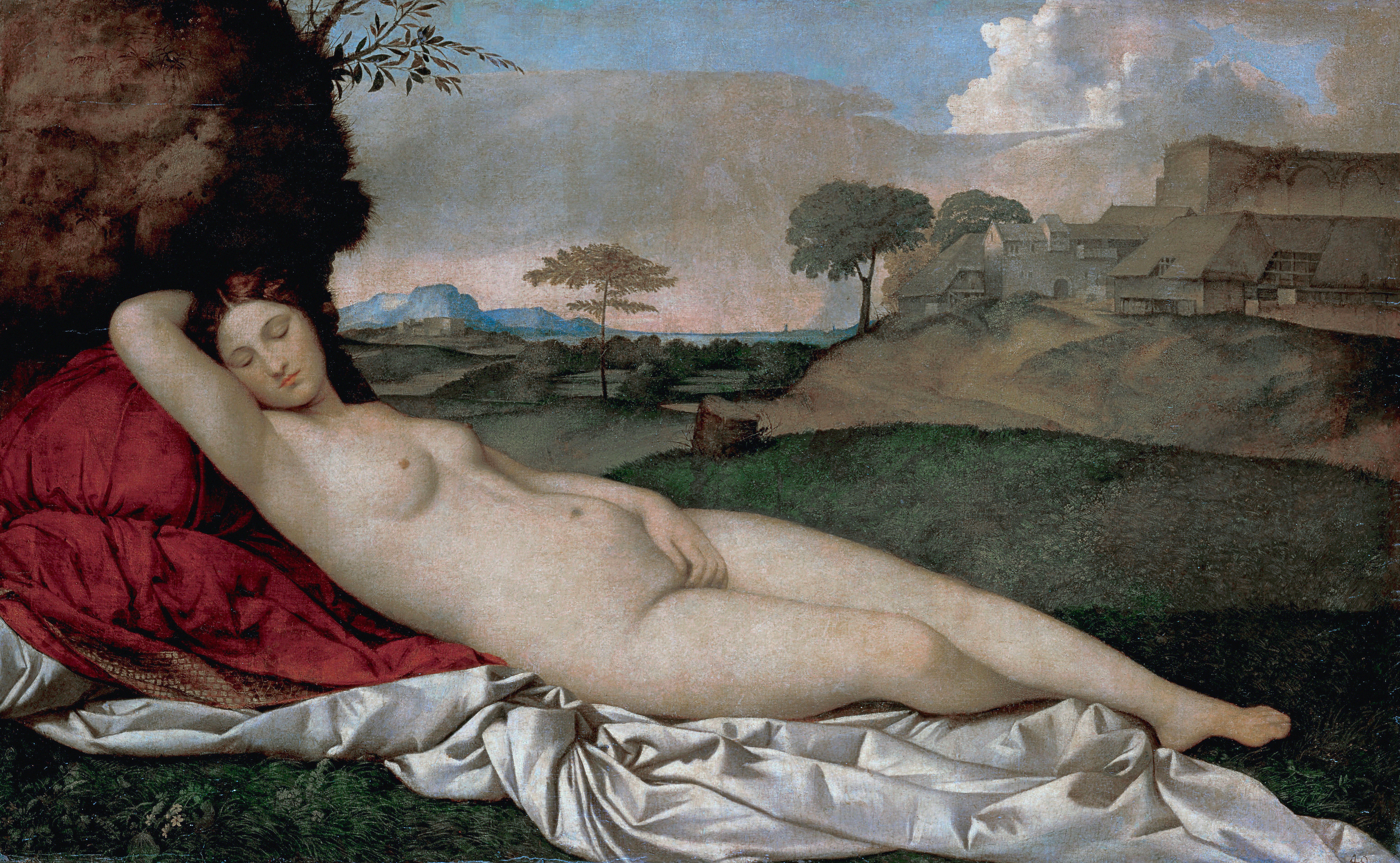
Wenus śpi z ręką na swoich genitaliach.

Seksomnia, inaczej zespół Morfeusza – forma parasomnii fazy NREM (podobna do sennowłóctwa), która polega na wykazywaniu aktywności seksualnej podczas snu. Jest uważana za odrębny wariant sennowłóctwa (ICSD 2). Do częstych cech seksomnii zalicza się pobudzenie seksualne w połączeniu z aktywacją układu autonomicznego (np. erekcje nocne, lubrykacja pochwy, ejakulacja nocna, orgazmy podczas snu, wokalizacja seksualna). Autorem określenia „zespół Morfeusza” jako polskiej nazwy seksomnii jest Zbigniew Lew-Starowicz.

## Objawy
Pierwsze doniesienie naukowe, które sugerowało, że aktywność seksualna podczas snu może być nowym typem parasomnii, pojawiło się w 1996 roku. Jego autorami było trzech kanadyjskich naukowców: dwóch z Uniwersytetu w Toronto (dr Colin Shapiro i dr Nikola Trajanovic) i jeden z Uniwersytetu w Ottawie (dr Paul Fedoroff). Później opublikowano kilka artykułów opisujących ten problem i sugerujących, że problematyczne formy seksomnii podlegają terapii medycznej. Schorzenie to zostało dokładnie opisane w artykule „Sexsomnia – A New Parasomnia?” („Seksomnia – nowa parasomnia?”), opublikowanym w Canadian Journal of Psychiatry w czerwcu 2003 roku.
W niektórych przypadkach mija wiele czasu, zanim osoby cierpiące na to zaburzenie zaczynają szukać profesjonalnej pomocy. Często dzieje się tak z powodu braku informacji, że jest to schorzenie medyczne albo ze strachu, że inni będą to oceniać jako raczej celowe zachowanie niż chorobę.
Istnienie seksomnii zostało potwierdzone przez badaczy zaburzeń snu na podstawie polisomnografii i nagrań wideo pacjentów z zaburzeniem podczas snu. Zaobserwowano także niezwykłą aktywność fal mózgowych podczas napadów, podobną do występującej w innych parasomniach NREM. Również leczenie ma wiele elementów wspólnych z leczeniem innych parasomnii NREM i również obejmuje interwencje specyficzne. Zaburzenie to może być w dużym stopniu kontrolowane dzięki unikaniu czynników wyzwalających i zapewnieniu bezpiecznego środowiska.
Seksomnia nie zawsze jest problemem dla ludzi cierpiących na nią, czy ich partnerów. Istnieje bardzo duże zróżnicowanie wśród pacjentów pod względem częstości i głębokości tego zaburzenia.

## Etiologia zaburzenia
Naukowe opisy seksomnii zaczęły pojawiać się stosunkowo niedawno i dlatego etiopatogeneza tej parasomni pozostaje niejasna.
W przypadku 30-letniego mężczyzny cierpiącego na seksomnię zaobserwowano czasową zbieżność pomiędzy zastosowaniem SSRI, a wystąpieniem objawów parasomni. Według autorów artykułu opisującego tego pacjenta może to sugerować zależność przyczynową pomiędzy seksomnią a podwyższonym przekaźnictwem serotoninergicznym w jądrze szwu.
Istnieją także doniesienia na temat skuteczności klonazepamu w leczeniu seksomnii.

## Problemy społeczne związane z seksomnią
Dla części osób seksomnia jest zaburzeniem możliwym do utrzymania pod kontrolą. Jednak w większości przypadków jest to schorzenie wstydliwe. Poczucie wstydu i bezradności jest jeszcze potęgowane przez brak wiedzy o tym, że jest to zaburzenie w sensie klinicznym i jako takie podlega leczeniu.
Dodatkowe kontrowersje budzi możliwość odbywania stosunku z nieznaną osobą, nawet nieletnią, a także możliwość oskarżenia o gwałt, zajście w ciążę podczas takiego incydentu czy też nabawienie się choroby wenerycznej.
Wyniki przeprowadzonej w Internecie ankiety obejmującej 121 osób wskazują na to, że seksomnia może budzić negatywne emocje i myśli, które mogą się stać źródłem dystresu zarówno dla osoby dotkniętej tym zaburzeniem, jak i dla jej bliskich. Znajomość tego problemu wśród klinicystów może ułatwić efektywniejszą komunikację z osobami zgłaszającymi takie skargi.

## Przypadki seksomnii opisywane w prasie
- Jesienią 2005 roku opisano, jak sąd w Toronto uniewinnił mężczyznę oskarżanego o atak seksualny (próbował odbyć stosunek po imprezie, na której spożył duże ilości alkoholu), po tym jak zdiagnozowano u niego seksomnię. Od wyroku składano apelację, ale uniewinnienie podtrzymano w 2008 roku[7].
- W Wielkiej Brytanii młody mężczyzna z Yorku został oczyszczony z zarzutów trzykrotnego gwałtu po tym jak zdiagnozowano u niego parasomnię[8].
- W Australii donoszono o kobiecie, która przez kilka miesięcy opuszczała własny dom nocami i odbywała stosunki seksualne z obcymi lunatykując[9].
- W marcu 2009 roku pewna Brytyjka udzieliła wywiadu, w którym mówiła o problemach w jej życiu spowodowanych przez seksomnię[10].

## Fikcyjne przypadki seksomnii
- Postać pacjentki z seksomnią jest przedstawiona w 17 odcinku pierwszego sezonu serialu Dr House („Role Model”). Ukazana pacjentka nie pamięta podejmowanej aktywności seksualnej i kategorycznie jej zaprzecza.
- Innym przypadkiem jest postać pacjentki z tym schorzeniem przedstawiona w 696 odcinku serialu „Na dobre i na złe”. Kobieta twierdzi, że jest dziewicą, ale lekarze rozpoznają u niej chorobę weneryczną. Okazuje się, że infekcja jest efektem stosunków seksualnych odbytych nieświadomie w wyniku seksomnii.